# Франтішек Батік
Фра́нтішек Ба́тік (чеськ. František Batík; 26 лютого 1887 — 20 жовтня 1985) — чеський шахіст. Міжнародний майстер ІКЧФ (Міжнародна федерація заочних шахів) із 1959 року.
Посів 11-13-те місця на чемпіонаті світу із шахів за листуванням 1956-1958 років. Він завдав єдиної поразки чемпіонові В'ячеславу Рагозіну на турнірі.
Помер 1985 року у 98-літньому віці.